# تسرنتس

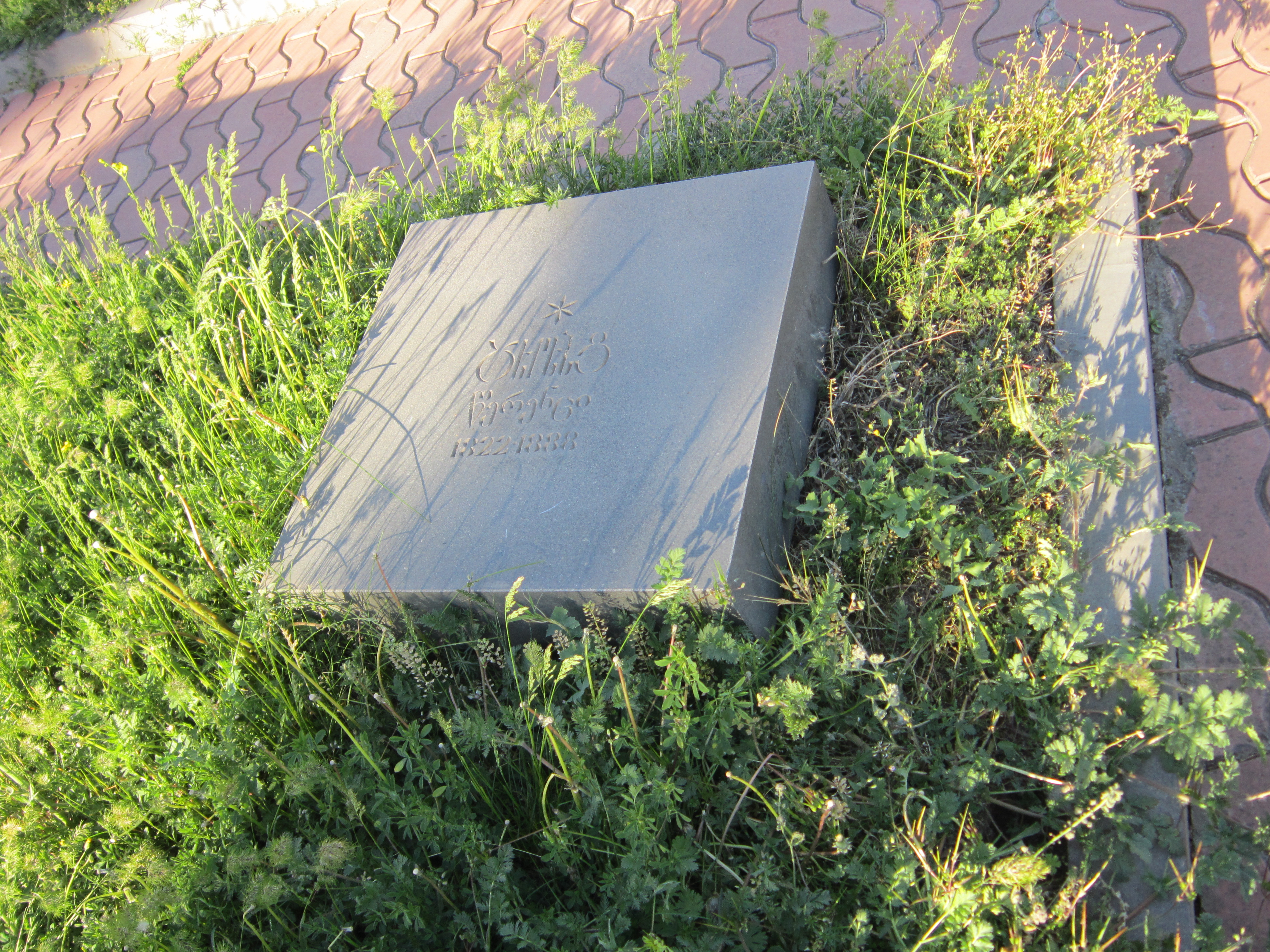

هوُسپ هاکوبی شیشمانیان ارمنی: Հովսեփ Հակոբի Շիշմանյան با نام ادبی تسرنتس (ارمنی: Ծերենց; انگلیسی: Tserents؛ زاده ۲۸ سپتامبر [سبک قدیمی: ۱۶ سپتامبر] ۱۸۲۲ - درگذشته ۱۳ فوریه [سبک قدیمی: ۱ سپتامبر] ۱۸۸۸) یک نویسنده برجسته ارمنی بود.

## زندگی‌نامه
تسرنتس در بین سال‌های ۱۸۳۱ تا ۱۸۳۷ در مدرسه مخیتاریست در جزیره San Lazzaro degli Armeni، ونیز تحصیل نمود و در بین سال‌های ۱۸۴۸ تا ۱۸۵۳ آن را در پاریس ادامه داد. وی در سال ۱۸۵۳ به کنستانتینوپل بازگشت و برای سالیان در قبرس زندگی کرد و به عنوان معلم و دانشمند به فعالیت پرداخت. در سال ۱۸۷۸ به همراه دخترش به تفلیس نقل مکان نمود و به عنوان معلم در مدرسه نرسیسیان تدریس نمود. در طی این دوره به عنوان یک دکتر از وان، آلاشکرت، باسین و دیگر شهرهای ارمنستان غربی دیدن نمود.
وی در پانتئون ارمنیان تفلیس به خاک سپرده شده است.